# Монгой
Монгой (рос. Монгой) — селище Баунтовського евенкійського району, Бурятії Росії. Входить до складу Сільського поселення Алматське.
Населення — 205 осіб (2015 рік).